# Bandidos del pantano
Bandidos del pantano (Pinyin: Shuihu zhuan) es una de las primeras novelas chinas escritas en mandarín vernáculo atribuida a Shi Nai'an. También se ha traducido como Margen del agua y Todos los hombres son hermanos.
La historia, ambientada en la Dinastía Song del Norte (hacia 1120), cuenta cómo un grupo de 108 forajidos se reúne en el monte Liang (o pantano de Liangshan) para rebelarse contra el gobierno. Más tarde se les concede la amnistía y son reclutados por el gobierno para resistir la conquista nómada de la Dinastía Liao y otros rebeldes. Aunque la autoría del libro se atribuye tradicionalmente a Shi Nai'an (1296-1372), la primera referencia externa a la novela solo apareció en 1524, durante el reinado de Jiajing de la Dinastía Ming, lo que desató un prolongado debate académico sobre cuándo se escribió realmente y qué acontecimientos históricos había presenciado el autor que le inspiraron para escribir el libro.
Se considera una de las obras maestras de la ficción vernácula temprana y de la literatura china. Ha presentado a los lectores a muchos de los personajes más conocidos de la literatura china, como Wu Song, Lin Chong, Pan Jinlian, Song Jiang y Lu Zhishen. Bandidos del pantano también ejerció una gran influencia en el desarrollo de la ficción en otros lugares de Asia Oriental, como en la literatura japonesa.

## Contexto histórico y desarrollo
Bandidos del pantano se basa en las hazañas del forajido Song Jiang y sus 108 compañeros (Los 36 "Espíritus Celestiales" (三十六天罡) y los 72 "Demonios Terrenales" (七十二地煞)). El grupo actuaba en la región de Huainan y se rindió al gobierno de la Song en 1121. Quedaron registrados en el texto histórico Historia de Song de los anales del emperador Huizong de Song, que dice:

El forajido Song Jiang de Huainan y otros atacaron al ejército en el Huaiyang, (el Emperador) envió generales para atacarlos y arrestarlos. (Los forajidos) infringieron el este de la capital (Kaifeng), Henan, y entraron en los límites de Chu (refiriéndose a las actuales Hubei y Hunan) y Haizhou (que abarca partes de la actual Jiangsu). El general Zhang Shuye recibió la orden de pacificarlos.

La biografía de Zhang Shuye describe además las actividades de Song Jiang y los demás forajidos, y cuenta que finalmente fueron derrotados por Zhang.
Las historias populares sobre Song Jiang circularon por el Song del Sur. La primera fuente conocida que nombra a los 36 compañeros de Song Jiang fue Observaciones varias del año de Guixin (癸辛雜識) de Zhou Mi, escrita en el siglo XIII. Entre los 36 figuran Lu Junyi, Guan Sheng, Ruan Xiao'er, Ruan Xiaowu, Ruan Xiaoqi, Liu Tang, Hua Rong y Wu Yong. Algunos de los personajes que más tarde se asociaron con Song Jiang también aparecieron por esta época. Entre ellos están Sun Li, Yang Zhi, Lin Chong, Lu Zhishen y Wu Song.

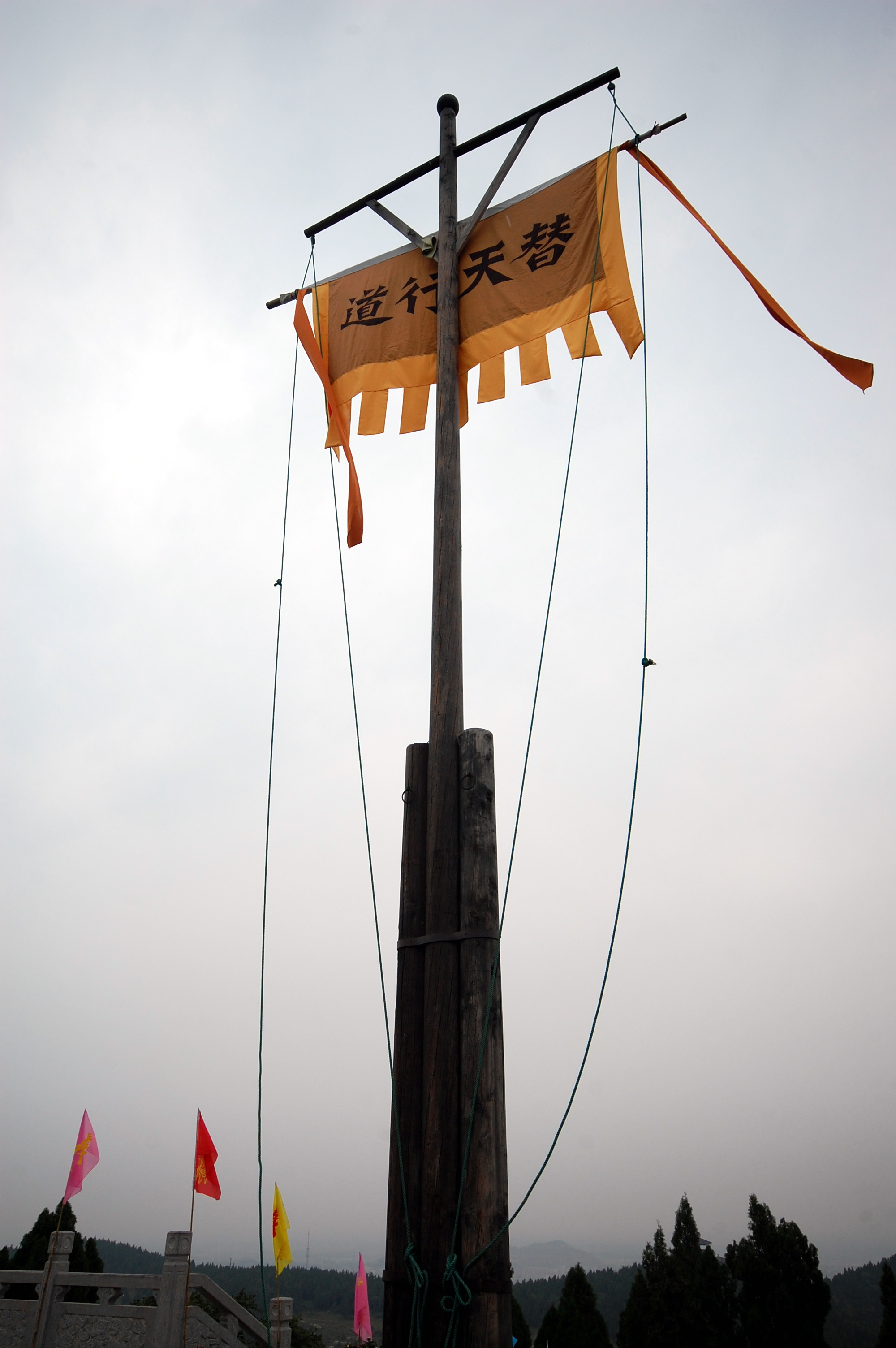
Una bandera que dice "Reclamar justicia bajo el decreto del Cielo" (替天行道 (Tì Tiān Xíng Dào)) en el monte Liang en el condado de Liangshan.

Un monumento palaciego de Hou Meng, incluido en la Historia de Song, afirma: "Song Jiang y otros 36 cruzan Qi y Wei (el cinturón central de la Llanura del Norte de China) a voluntad. Las tropas del gobierno se cuentan por decenas de miles, pero nadie se atreve a oponerse a él. Sus habilidades deben ser extraordinarias. Puesto que también nos enfrentamos a los saqueos de Fang La y sus forajidos de Qingxi, ¿por qué no conceder a Song Jiang y sus hombres una amnistía y pedirles que dirijan una campaña contra Fang La para redimirse?"
Un precursor directo de Bandidos del pantano es "Antiguos incidentes del periodo Xuanhe de la Gran Dinastía Song" (大宋宣和遺事), que apareció hacia mediados del siglo XIII. El texto es una versión escrita de relatos de narradores basados en supuestos acontecimientos históricos. Está dividido en diez capítulos, que abarcan a grandes rasgos la historia de la dinastía Song desde principios del siglo XI hasta el establecimiento del régimen Song del Sur en 1127. El cuarto capítulo trata de las aventuras de Song Jiang y sus 36 compañeros, y su eventual derrota ante Zhang Shuye. Se aprecian claramente versiones de algunas de las historias y personajes de Bandidos del pantano, como "Yang Zhi vende su precioso sable", "Robo de regalos de cumpleaños al convoy", "Song Jiang mata a Yan Poxi" y "Lucha contra Fang La". Se dice que Song Jiang y sus forajidos operan en las Montañas Taihang.
Las historias sobre los forajidos se convirtieron en un tema popular para el teatro de la dinastía Yuan. Durante esta época, el material en el que se basó Bandidos del pantano evolucionó hasta su forma actual. El número de forajidos aumentó a 108. Aunque provienen de diferentes orígenes, e incluyen eruditos, pescadores, instructores de instrucción imperial, oficiales y otros, todos ellos llegan a ocupar el Monte Liang (o pantano de Liangshan). 

### Inspiración del autor y fechas
Aunque la autoría del libro se atribuye a Shi Nai'an (1296-1372), existe un amplio debate académico sobre los acontecimientos históricos de los que fue testigo el autor y que le inspiraron a escribir el libro, lo que constituye un debate más amplio sobre cuándo se escribió el libro. Aparte del hecho de que una variedad de escenarios históricos, herramientas de la vida cotidiana y referencias culturales dentro del libro surgieron no antes del Jiajing. (1521-1567) de la dinastía Ming, una evidencia crucial provino de la primera referencia externa de este libro, que data de 1524, durante una charla entre funcionarios de la dinastía Ming. La fecha de la referencia externa, 1524, se consideró una prueba fiable porque presenta una fuerte falsabilidad. Otros estudiosos situaron la fecha a mediados del siglo XIV, en algún momento entre la caída de la dinastía Yuan, gobernada por los mongoles, y los primeros años de la dinastía Ming.
Tanto el reinado de Jiajing de la dinastía Ming (1521-1568) como los años finales de la dinastía Yuan gobernada por los mongoles (década de 1360) estuvieron marcados por una cadena de rebeliones, lo que confundió mucho a los estudiosos sobre cuál de las dos inspiró al autor y, por tanto, cuándo se escribió el libro. Los partidarios de la dinastía Yuan sostienen que Bandidos del pantano se hizo popular durante la época Yuan porque el pueblo llano (predominantemente chino Han) estaba resentido con los gobernantes mongoles. La ambivalencia persistió en épocas posteriores, y el emperador Chongzhen de la dinastía Ming, actuando por consejo de sus ministros, prohibió el libro.

## Trama
El episodio inicial de la novela es la liberación de los 108 Espíritus, encarcelados bajo una antigua tortuga portadora de estela.

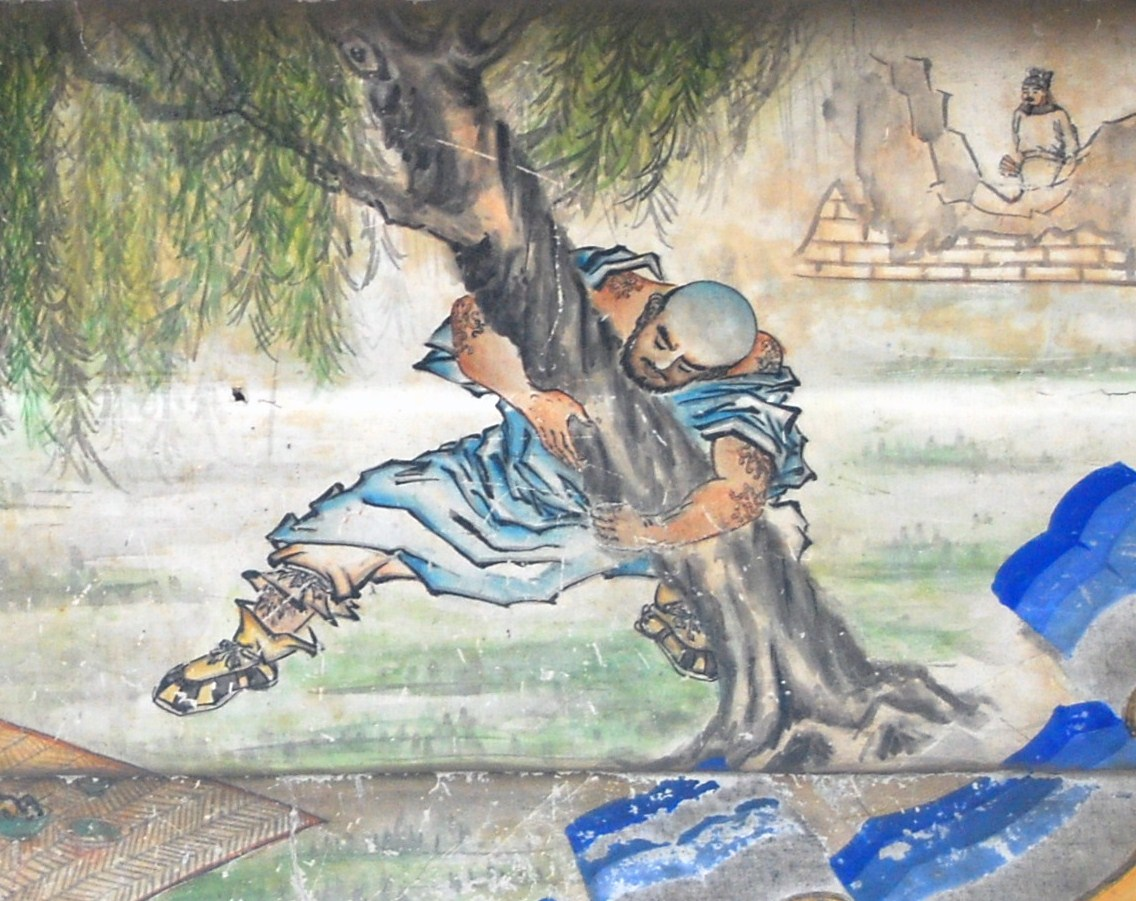
Lu Zhishen arranca un árbol (mural del Palacio de Verano)

El siguiente capítulo describe el ascenso de Gao Qiu, uno de los principales antagonistas de la historia. Gao abusa de su condición de Gran Mariscal oprimiendo a Wang Jin; el padre de Wang le dio una dolorosa lección a Gao cuando éste aún era un rufián callejero. Wang Jin huye de la capital con su madre y por casualidad conoce a Shi Jin, que se convierte en su aprendiz. Los siguientes capítulos cuentan la historia del amigo de Shi Jin Lu Zhishen, seguida de la del hermano jurado de Lu Lin Chong. Lin Chong es incriminado por Gao Qiu por intentar asesinarle, y casi muere en un incendio en un depósito de suministros provocado por los secuaces de Gao. Mata a sus enemigos y abandona el depósito, dirigiéndose finalmente al pantano de Liangshan, donde se convierte en un proscrito. Mientras tanto, los "Siete Originales", liderados por Chao Gai, roban un convoy de regalos de cumpleaños para el tutor imperial Cai Jing, otro antagonista principal de la novela. Huyen al pantano de Liangshan tras derrotar a un grupo de soldados enviados por las autoridades para arrestarlos, y se establecen allí como forajidos con Chao Gai como jefe. A medida que avanza la historia, más personas se unen a la banda de forajidos, incluyendo militares y funcionarios civiles que se cansaron de servir al gobierno corrupto, así como hombres con habilidades y talentos especiales. Las historias de los forajidos se cuentan en secciones separadas en los siguientes capítulos. Las conexiones entre los personajes son vagas, pero las historias individuales se unen finalmente en el capítulo 60, cuando Song Jiang sucede a Chao Gai como líder de la banda después de que este último muera en una batalla contra la fortaleza de la familia Zeng.

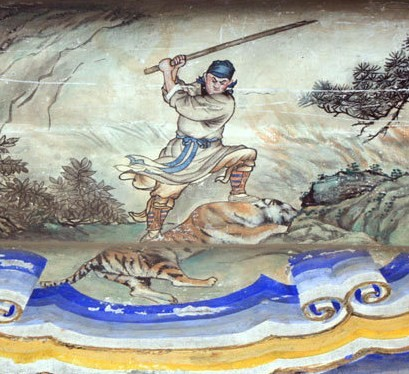
Wu Song matando a un tigre (mural del Palacio de Verano).

La trama se desarrolla aún más ilustrando los conflictos entre los forajidos y el gobierno Song tras la Gran Asamblea de los 108 forajidos. Song Jiang aboga firmemente por hacer las paces con el gobierno y buscar una reparación para los proscritos. Tras derrotar al ejército imperial en una gran batalla en el pantano de Liangshan, los forajidos acaban recibiendo la amnistía del Emperador Huizong. El emperador los recluta para formar un contingente militar y los envía en campañas contra los invasores de la dinastía Liao y las fuerzas rebeldes lideradas por Tian Hu, Wang Qing y Fang La dentro del dominio de la dinastía Song. Aunque los antiguos forajidos salieron finalmente victoriosos contra los rebeldes y los invasores de Liao, las campañas también provocaron la trágica disolución de los 108 héroes. Al menos dos tercios de ellos murieron en la batalla, mientras que los supervivientes regresaron a la capital imperial para recibir honores del emperador y seguir sirviendo al gobierno Song, o se marcharon y pasaron el resto de sus vidas como plebeyos en otro lugar. El propio Song Jiang es finalmente envenenado hasta la muerte por los "Cuatro Ministros Traidores" - Gao Qiu, Yang Jian (楊戩), Tong Guan y Cai Jing.

## Temas
La novela, alabada como una de las primeras "obras maestras" de la ficción vernácula, es conocida por el "dominio y control" de su humor y tono. La obra también es conocida por el uso de un lenguaje vívido, humorístico y especialmente picante. Sin embargo, ha sido denunciada como "obscena" por varios críticos desde la dinastía Ming.

"Estos casos de seducción son los más difíciles de todos. Hay cinco condiciones que deben cumplirse antes de tener éxito. Primero, tienes que ser tan guapo como Pan An. Segundo, necesitas una herramienta tan grande como la de un burro. Tercero, debes ser tan rico como Deng Tong. Cuarto, debes ser tan resistente como una aguja que atraviesa el algodón. Quinto, tienes que dedicar tiempo. Sólo se puede hacer si cumples estos cinco requisitos".

"Francamente, creo que sí. En primer lugar, aunque estoy lejos de ser un Pan An, todavía puedo arreglármelas. Segundo, he tenido una gran polla desde la infancia.."Extracto de una traducción de la novela.

Susan L. Mann escribe que el "deseo de camaradería masculina" está "lejos de ser una mera línea argumental", pues es un tema básico de ésta y otras novelas clásicas. Sitúa a los personajes masculinos de la novela en una tradición de cultura masculina de confianza mutua y obligación recíproca, como las figuras conocidas como el caballero andante chino. Sima Qian, historiador de la dinastía Han, dedicó una sección a las biografías: "Sus palabras eran siempre sinceras y dignas de confianza, y sus acciones siempre rápidas y decisivas. Siempre eran fieles a lo que prometían y, sin tener en cuenta su propia persona, se lanzaban a los peligros que amenazaban a los demás". La autora encuentra este tipo de figuras en ésta y otras novelas, como el Romance de los Tres Reinos y el Viaje al Oeste, todas las cuales dramatizan la "atracción emocional empática entre hombres que aprecian y aprovechan las cualidades complementarias del otro".
Las mujeres licenciosas y traicioneras son otro tema recurrente. Los críticos modernos han debatido si Bandidos del pantano es misógino. La mayoría de las mujeres hermosas de la novela son representadas como inmorales y crueles, y a menudo están involucradas en planes contra los protagonistas. Entre ellas se encuentra Pan Jinlian, la cuñada de Wu Song, que más tarde se ha convertido en un arquetipo de femme fatale y en una de las villanas más conocidas de la cultura china clásica. Por otro lado, las pocas mujeres "buenas" de la historia, como Sun Erniang y Gu Dasao, no destacan especialmente por su belleza, o incluso son descritas como simples o feas.  El líder de los forajidos, Song Jiang amonestó "Cualquier forajido que se entrometa con las mujeres es despreciable"."
Los críticos ofrecen varias explicaciones para el prejuicio de Bandidos del pantano contra las mujeres. La más común entre los críticos chinos modernos es el sociedad patriarcal de la China Imperial. El profesor Sun Shuyu, sin embargo, sostiene que el autor o los autores de Bandidos del pantano denigraron intencionadamente a las mujeres para disciplinar a su posible a su público, que podría estar fuera de la ley.